# Slaget om Ruhrområdet
Slaget om Ruhrområdet, även känt som Ruhrfickan, var ett slag i andra världskrigets slutskede. Slaget stod mellan de västallierade och Tredje rikets sista reserver i armégrupp B mellan den 1 april och den 21 april 1945

## Bakgrund
Efter att Tyskland hade misslyckats med ardenneroffensiven i januari 1945 förstördes många av deras pansartrupper. De kvarvarande pansartrupperna skickades till östfronten i Ungern i mars 1945. Eftersom tyskarna hade misslyckats med att återta den viktiga hamnen i Antwerpen kunde de allierade skeppa över stora mängder krigsmateriel till sina trupper på västfronten. Detta i samband med att tyskarna hade satt fronten i gungning med ardenneroffensiven, gjorde att den tyska fronten, till en början långsamt, kollapsade i februari 1945. De allierade hade ockuperat hela Rhens västra bank i slutet av mars 1945 och de hade dessutom tagit ett antal brohuvuden på östra sidan. Samtidigt som amerikanska nionde armén kringgick Ruhrområdet norrifrån, kringgick amerikanska första armén Ruhrområdet söderifrån och de båda arméerna möttes vid Lippstadt den 1 april. Därmed hade de omringat de viktiga industriområdena i Ruhrområdet. 

## Slaget
Till en början gick elimineringen av Ruhrfickan långsamt eftersom amerikanerna och britterna ville nå sina mål, bland annat att nå Elbe och tjeckiska gränsen. Tyskarna hade ett något större antal soldater i Ruhrfickan jämfört med de västallierade men många av de tyska soldaterna tillhörde Volkssturm och hade minimal krigsutbildning. Dessutom hade de västallierade totalt luftherravälde. Den 12 april, när amerikanerna hade nått Elbe, påbörjades den amerikanska offensiven i Ruhrområdet som syftade till att splittra försvaret för att sedan nedkämpa det. Ruhrfickan delades i en västlig större ficka och en östlig mindre ficka. Den östliga delen tvingades kapitulera den 15 april. Den omringade staden Hagen kapitulerade den 17 april. Den västra delen av Ruhrfickan, där den strategiskt viktiga staden Duisburg låg, kapitulerade inte förrän den 21 april eftersom Walter Model som var befälhavare över den delen valde att följa Hitlers order och strida till slutet. Han gick ut i ett skogsparti nära Duisburg och sköt sig när han insåg att han riskerade att bli tillfångatagen. 

## Slagets följder
Slaget hade egentligen ingen större betydelse för krigets utgång eftersom många av fabrikerna i Ruhrområdet redan var sönderbombade. Men inringningen av så många tyska trupper så långt västerut påskyndade de västallierades offensiv längre österut. Inringningen av Ruhrområdet var de västallierades enda stora inringning på västfronten, men det var vardagsmat på östfronten. 